# Cosa sei/Amarsi un po'
Cosa sei/Amarsi un po' è un singolo del gruppo musicale italiano Ricchi e Poveri, uscito nel 1983 per l'etichetta Baby Records.
Entrambi i brani sono stati scritti da Cristiano Minellono e Dario Farina.

## Cosa sei
Cosa sei, inciso sul lato A, diviene un pezzo molto noto del gruppo come trio. Infatti, scalerà le classifiche italiane ed europee.
Il testo è una romantica descrizione dei caratteri di due innamorati, descrizione di pregi e difetti di entrambi che non fanno altro che rafforzare il loro rapporto.
La canzone è inclusa nell'album in studio Voulez vous danser del 1983. In Spagna viene scelta per il lato B del 45 giri Voulez vous danser e assume il titolo Que serà, mentre in Germania viene inserita sul lato A del 45 giri Cosa sei/Hasta la vista.
Inoltre, i Ricchi e Poveri hanno effettuato nei primi anni duemila una rivisitazione del brano interpretandolo con un gruppo musicale russo, i Primi Ministri, parte in italiano e parte in russo (divenendo "Nu, zachem"). Questi l'hanno inserita in un loro album. Altre nuove versioni del brano sono state incise dai Ricchi e Poveri nell'album I più grandi successi del 1994 e in Perdutamente amore del 2012.

## Amarsi un po'
Sul lato B viene inserito Amarsi un po', anch'esso è un brano piuttosto conosciuto, anche se otterrà un successo minore rispetto a Cosa sei. Tale brano deriva dall'album in studio Mamma Maria del 1982. Il messaggio del brano esprime sollievo per il fatto che esista l'amore vero e che con esso si possano provare certe sensazioni di cui non si potrebbe fare a meno.
In Spagna esce come singolo indipendente (sul retro viene incisa la canzone Venezia, tradotta in Venecia) con interpretazione e titolo in lingua Amar así.

## Tracce
- 45 giri – Italia (1983)

1. Cosa sei – 3'48" (Cristiano Minellono - Dario Farina) Edizioni musicali Televis
2. Amarsi un po' – 3'23" (Cristiano Minellono - Dario Farina) Edizioni musicali Televis

- 45 giri – Germania (1984)

1. Cosa sei – 3'48" (Cristiano Minellono - Dario Farina) Edizioni musicali Televis
2. Hasta la vista – 3'57" (Cristiano Minellono - Paolo Amerigo Cassella - Dario Farina) Edizioni musicali Televis

## Crediti
- Ricchi e Poveri (Angela Brambati, Angelo Sotgiu, Franco Gatti): voci
- Gian Piero Reverberi: arrangiamenti e direzione musicale
- "Union Studios" di Monaco di Baviera; "Sound Emporium Studios" di Nashville (U.S.A.): studi di registrazione
- Universal Italia/Televis: edizioni musicali
- Baby Records: produzione
- Dario Farina: produzione esecutiva

## Classifica

### Posizione massima
| Paese  | Posizione |
| ------ | --------- |
| Italia | 2         |

### Posizione di fine anno
| Paese  | Posizione |
| ------ | --------- |
| Italia | 35        |

## Dettagli pubblicazione
| Paese  | Data | Etichetta    | Formato | Nº Catalogo |
| ------ | ---- | ------------ | ------- | ----------- |
| Italia | 1983 | Baby Records | 45 giri | BR 50309    |

Pubblicazione & Copyright: 1983 - Baby Records - Milano.

Distribuzione: CGD - Messaggerie Musicali S.p.A. - Milano.